# Renato Arapi
Renato Arapi (nacido el 28 de agosto de 1986) es un futbolista albano que actualmente milita en el KS Teuta de Albania. Juega de defensa. Mide 1,86 metros y pesa 78 kilos.
Ha militado en equipos como el Dinamo Tirana o el Erzeni Shijak.

## Clubes
| Club                | País      | Año       |
| ------------------- | --------- | --------- |
| KS Dinamo Tirana    | Albania   | 2002-2003 |
| KF Erzeni Shijak    | Albania   | 2003-2004 |
| KS Dinamo Tirana    | Albania   | 2003-2005 |
| KS Besa Kavajë      | Albania   | 2005-2007 |
| Silkeborg IF        | Dinamarca | 2007-2009 |
| KS Besa Kavajë      | Albania   | 2009-2010 |
| KF Shkumbini        | Albania   | 2010-2011 |
| KF Skënderbeu Korçë | Albania   | 2011-2016 |
| Boluspor            | Turquía   | 2016-2018 |
| Afjet Afyonspor     | Turquía   | 2018-2019 |
| KS Teuta            | Albania   | 2019-     |

## Selección nacional
Renato debutó en la selección el 20 de junio de 2011 en un partido amistoso jugado contra la selección de fútbol de Argentina jugado en Buenos Aires y en el cual Albania sería derrotada 4-0. Representó en 4 ocasiones sin anotar goles, aparte ha jugado en las diferentes selecciones juveniles donde totaliza 40 partidos sin goles.

## Palmarés

### Campeonatos nacionales
| Título               | Club    | País            | Año  |
| -------------------- | ------- | --------------- | ---- |
| Copa de Albania      | Albania | KF Teuta Durrës | 2020 |
| Supercopa de Albania | Albania | KF Teuta Durrës | 2020 |